# جیکوب بارگاس
جاکوب وارگاس (انگلیسی: Jacob Vargas؛ زادهٔ ۱۸ اوت ۱۹۷۱) یک هنرپیشه اهل مکزیک است. وی از سال ۱۹۸۶ میلادی تاکنون مشغول فعالیت بوده‌است.
از فیلم‌هایی که وی در آن نقش داشته‌است، می‌توان به قاچاق، مسابقه مرگ، شیطان، تپه‌ها چشم دارند ۲، سنجاقک، سرزمین ناهموار، زندگی دیوانه من، آسمان سرخ، عشق دروغ خونریزی و داستان وندل بیکر اشاره کرد.